# Kevin Diogo
Kevin Diogo (Sens, Francia, 8 de julio de 1991) es un futbolista francés que juega de mediocampista. Actualmente integra el plantel del Les Herbiers, del Championnat National 2 de Francia.

## Clubes
| Club            | País    | Año             |
| --------------- | ------- | --------------- |
| PSG (Juveniles) | Francia | 2010            |
| Clermont        | Francia | 2010 - 2015     |
| Châteauroux     | Francia | 2015 - 2016     |
| Clermont        | Francia | 2016 - 2017     |
| AO Kerkyra      | Grecia  | 2017 - 2018     |
| Les Herbiers    | Francia | 2018 - Presente |